# Joaquim Pires
Joaquim Pires là một đô thị thuộc bang Piauí, Brasil. Đô thị này có diện tích 739,57 km², dân số năm 2007 là 13790 người, mật độ 18,65 người/km².